# 英倫懸疑四部曲
《英倫懸疑四部曲》（英語：Sally Lockhart Quartet）是英國作家菲力普·普曼創作的系列懸疑冒險小說，敘述年輕女性莎莉·拉赫特的冒險經歷。共四部，分別為《紅寶石迷霧》（1985年）、《北方之星》（1986年）、《井底之虎》（1990年）和《錫公主》（1994年）。

## 主要人物
- 莎莉·拉赫特（Sally Lockhart）：在《紅寶石迷霧》初登場時16歲，個性獨立、堅強，擅於騎馬、用槍及管理財務，與維多利亞時代大部分的英國女性格格不入。
- 吉姆·泰勒（Jim Taylor）：本是拉赫特與塞爾比船運公司的僕役，後至劇院工作。是莎莉·拉赫特的好友。
- 佛迪瑞克·葛蘭（Frederick Garland）：攝影師。是莎莉·拉赫特的好友。在《北方之星》中身亡。
- 羅莎·葛蘭（Rosa Garland）：戲劇演員，佛迪瑞克之妹。
- 漢瑞克·馮伊登（Hendrik van Eeden）：又稱阿林（Ah Ling）和扎迪克（Tzaddik），具有荷蘭與中國雙重血統，經營走私鴉片生意。
- 丹尼爾·金柏格（Daniel Goldberg）：社會主義者、記者，在《井底之虎》中給予了莎莉·拉赫特很大幫助，最終與之結婚。

## 改編作品
該系列的前兩部小說被英國廣播公司改編為電視電影，在英國廣播公司第一台播出，由比莉·派柏飾演主角莎莉·拉赫特。第一個故事《紅寶石之謎》於2006年12月27日播出，第二個故事《北方之星》於2007年12月30日播出。
《紅寶石之謎》還曾被改編為舞台劇。